# Fidel Castro
Fidel Alejandro Castro Ruz ( audio) (Birán, 13 augustus 1926 – Havana, 25 november 2016) was een Cubaanse revolutionair en politicus, die de functie van minister-president van Cuba uitoefende van 1959 tot 1976 en vervolgens president was van 1976 tot 2008. Hij diende ook als eerste secretaris van de Communistische Partij van Cuba vanaf de stichting van de partij in 1961 tot 2011.
Castro was politiek gezien een marxist-leninist. Onder zijn regering werd de republiek Cuba omgevormd tot een marxistisch-leninistische staat, waarbij de industrie en de bedrijven werden genationaliseerd en er socialistische hervormingen werden gedaan op alle gebieden van de samenleving. Op internationaal vlak diende hij ook als secretaris-generaal van de Beweging van Niet-Gebonden Landen van 1979 tot 1983.
Na een mislukte gewapende aanval op de Moncadakazerne in 1953 zat Castro een jaar in de gevangenis van Isla de la Juventud en na een amnestie door president Batista week hij uit naar Mexico. Met behulp van zijn broer Raúl Castro en Che Guevara verzamelde hij een groep van Cubaanse revolutionairen: de Beweging van de 26ste juli. Nadat Castro en zijn broer in Cuba teruggekeerd waren, nam hij een belangrijke rol in de Cubaanse Revolutie in. Hij leidde een succesvolle guerrillaoorlog tegen Batista's troepen, die zelf op de vlucht sloeg en in 1959 in ballingschap ging.
Castro werd vervolgens opperbevelhebber van de strijdkrachten en kort daarna premier. Zijn betrokkenheid bij de omverwerping van Batista, evenals de vermoedelijke relatie met de Sovjet Premier Nikita Chroesjtsjov, alarmeerde de Verenigde Staten waarna de CIA een mislukte invasie in de Varkensbaai in 1961 organiseerde om zijn regering omver te werpen. Daarna heeft men verschillende pogingen gedaan om hem te vermoorden en hebben de VS een economische blokkade van Cuba ingesteld.
Om deze bedreiging tegen te gaan, smeedde Castro een alliantie met de Sovjet-Unie en kon de Sovjet-Unie nucleaire wapens opslaan op het eiland, wat leidde tot de Cubaanse rakettencrisis in 1962. Castro nam vervolgens het marxisme-leninisme over als zijn leidende ideologie en in 1961 riep hij het socialistische karakter uit van de Cubaanse Revolutie. In 1965 werd hij de eerste secretaris van de nieuw opgerichte communistische partij. Daarna leidde hij de transformatie van Cuba in een socialistische republiek door nationalisering van de industrie en de invoering van gratis universele gezondheidszorg en onderwijs.
In 1976 werd hij voorzitter van de Raad van State en van de Raad van Ministers. Na de ineenstorting van de belangrijkste bondgenoot van Cuba, de Sovjet-Unie, in 1991 beleefde Cuba de economische "Speciale Periode". In 2006 werd Cuba lid van de Bolivariaanse Alliantie voor Amerika en sloot hij economische en politieke allianties met andere landen in de Latijns-Amerikaanse Draai naar Links. Door zijn zwakke gezondheid droeg Fidel Castro in 2006 zijn taken over aan zijn broer en vicepresident Raúl Castro, die werd gekozen tot president toen Fidel was afgetreden in 2008.
Castro overleed op 25 november 2016 om 22.29 uur op 90-jarige leeftijd. Zijn overlijden werd enkele uren daarna door de Cubaanse staatstelevisie bekendgemaakt.

## Jeugd en juridische carrière

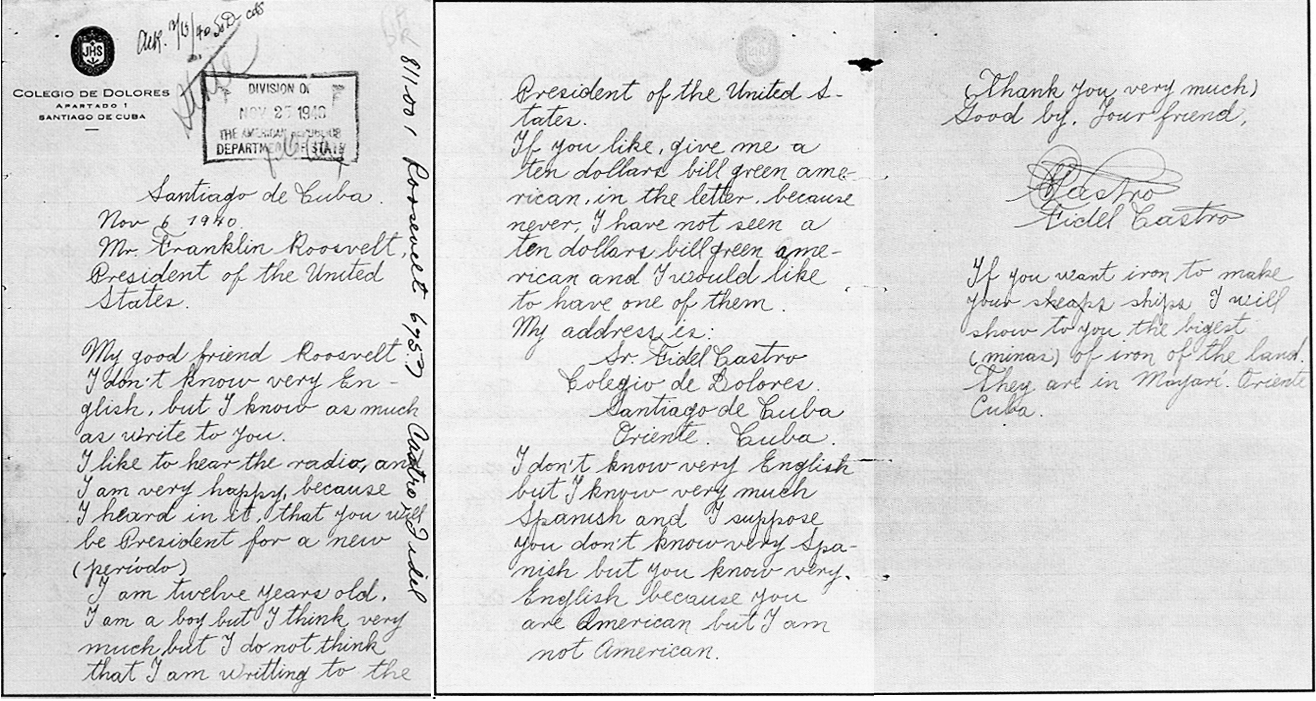
Op 6 november 1940 vroeg een jonge Fidel aan de toenmalige Amerikaanse president Franklin Delano Roosevelt om een tien dollarbiljet omdat hij dat nog nooit gezien heeft. Hij zegt twaalf jaar te zijn. Dit betekent dat Castro niet op 13 augustus 1926, maar twee jaar later, op 13 augustus 1928 geboren werd. Een andere verklaring is dat Castro in de brief bewust gelogen heeft (US National Archives, ARC#302040 Record Group:84).

Castro werd geboren in de Cubaanse provincie Oriente, tegenwoordig onderdeel van de provincie Holguín, op een suikerplantage als derde kind van een welgestelde boer, Ángel Castro y Argiz, een Spaanse immigrant die door hard werken in de suikerindustrie rijkdom had verworven, en Lina Ruz González, een bediende. Zijn vader was soldaat geweest in de onafhankelijkheidsoorlog van 1895. Fidel Castro was dus afkomstig uit de Cubaanse burgerij.
Hij heeft twee broers, Ramón en Raúl en drie zusters: Angela, Juanita en Emma.
Hij kreeg zijn opleiding aan jezuïetenscholen, waaronder het Colegio Belen in Havana. In 1945 ging hij rechten studeren aan de universiteit van Havana, waar hij in 1950 afstudeerde. Castro raakte tijdens zijn studie betrokken bij linkse anti-imperialistische bewegingen. Hij verbond zich zelf met de gewapende opstanden tegen de rechtse regeringen in de Dominicaanse Republiek en Colombia en trok de conclusie dat de door de VS gesteunde Cubaanse president Fulgencio Batista, die alom werd gezien als een dictator, moest worden omvergeworpen.
Tussen 1950 en 1952 werkte hij op een klein advocatenkantoor. Het was zijn bedoeling om voor de Partido Ortodoxo, die sociale hervormingen nastreefde, mee te doen aan de parlementsverkiezingen van 1952, maar die werden afgelast na de geslaagde staatsgreep van generaal Fulgencio Batista tegen de regering van Carlos Prío Socarrás. Castro daagde Batista voor de rechter vanwege schending van de grondwet, maar dit liep op niets uit.

## Staatsgreep

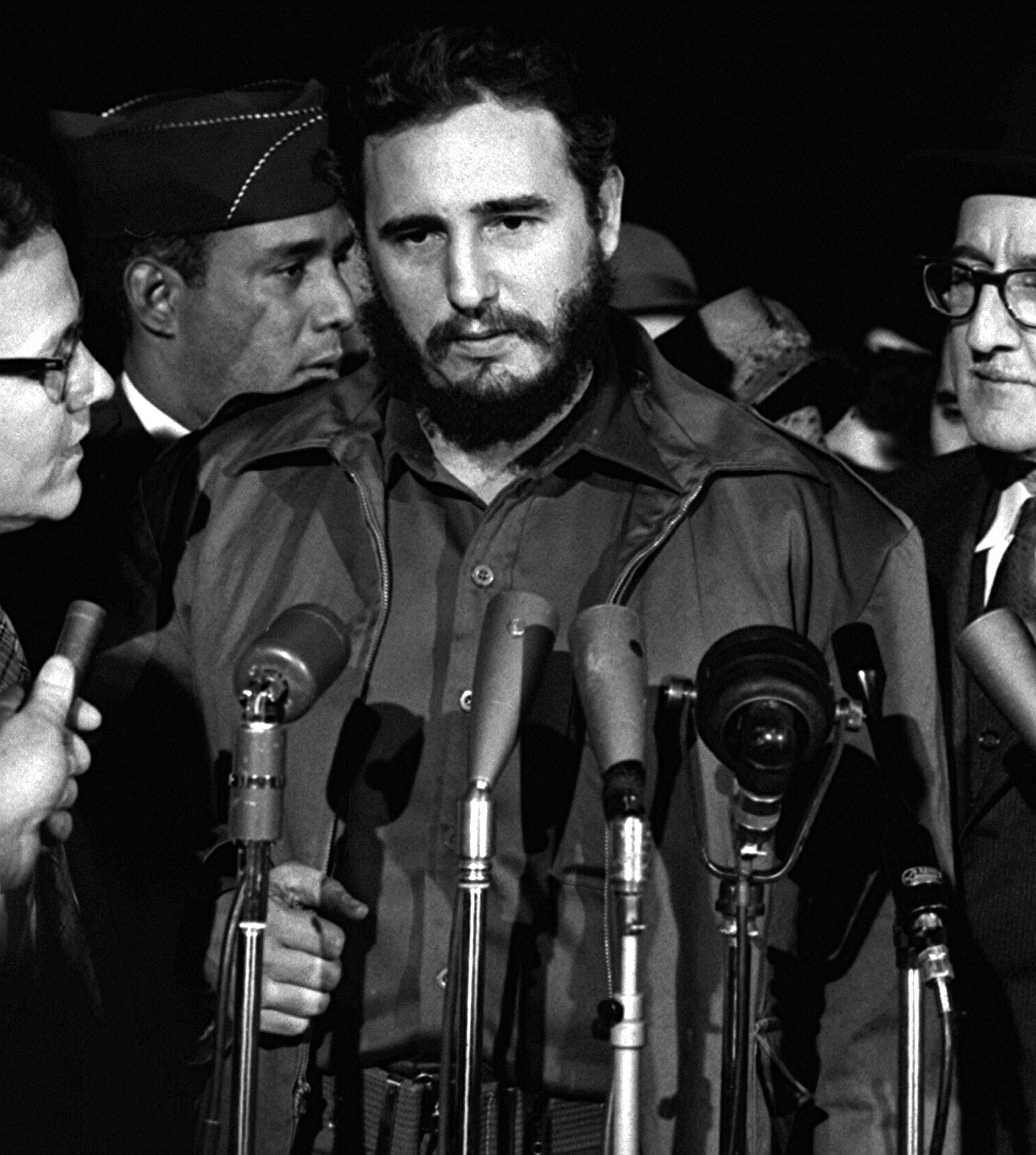
Fidel Castro bij zijn aankomst in Washington D.C., ten tijde van de Cubaanse Revolutie (1959)

Daarop organiseerde Castro een gewapende aanval op de Moncadakazerne in Santiago de Cuba, de op een na grootste stad van Cuba en de provinciehoofdplaats van Oriente, op 26 juli 1953. Meer dan tachtig van zijn mannen kwamen om het leven en hijzelf werd gevangengenomen. Een rechtbank veroordeelde hem tot vijftien jaar cel. Onderdeel van zijn slotpleidooi was "La historia me absolverá" ("De geschiedenis zal mij vrijspreken"), een rede waarin hij zijn daden verdedigde en zijn politieke standpunten uitlegde. Hij werd in de gevangenis Presidio Modelo opgesloten. Als gevolg van een generaal pardon kwam hij in mei 1955 vrij, waarna hij in ballingschap ging in Mexico en de Verenigde Staten. In Mexico zijn Castro en de zijnen enige tijd gearresteerd geweest, maar na interventie van president Adolfo López Mateos en Fernando Gutiérrez Barrios werden zij al snel vrijgelaten.
Samen met een aantal andere ballingen vormde hij de Revolutionaire Beweging van de 26ste juli en keerde hij terug naar Cuba. Bij de eerste aanval, op 2 december 1956 in Oriente, overleefden slechts twaalf van de 82 revolutionairen, onder wie zijn broer Raúl Castro, Che Guevara en Camilo Cienfuegos. Ze trokken zich terug in de bergen van de Sierra Maestra, van waaruit ze een guerrillaoorlog begonnen tegen het bewind van Batista. De beweging kreeg steun onder de bevolking en breidde zich uit tot zo'n 800 man. Hoewel numeriek zwaar in de minderheid behaalde zij een aantal indrukwekkende overwinningen, gedeeltelijk omdat soldaten van Batista zich vaak massaal overgaven of deserteerden. Op 1 januari 1959 ontvluchtte Batista Cuba en nam de beweging Havana in. Castro werd op 16 februari 1959 premier van Cuba en op 3 december 1976 president.

## Bewind

### Inval bij de Varkensbaai
Op 17 april 1961 bevorderde en steunde de CIA de invasie van 1300 à 1400 Cubaanse ballingen op Bahía Cochinos (de invasie in de Varkensbaai).
Deze invasie had het doel het socialistische bewind onder Fidel Castro omver te werpen, en een volksopstand tegen Castro te ontketenen. De strijd werd al na drie dagen beslist in het voordeel van de Cubaanse staat. De ballingen leden een zware nederlaag: van het 1300 man sterke invasieleger werden er 90 gedood en 1189 gevangengenomen.
Twee schepen van de Amerikaanse Marine werden door de Cubaanse luchtmacht tot zinken gebracht, en negen ballingen werden ter plekke terechtgesteld. Castro, persoonlijk aanwezig op het slagveld, verwierf meer aanzien onder de Cubanen.

### Raketcrisis

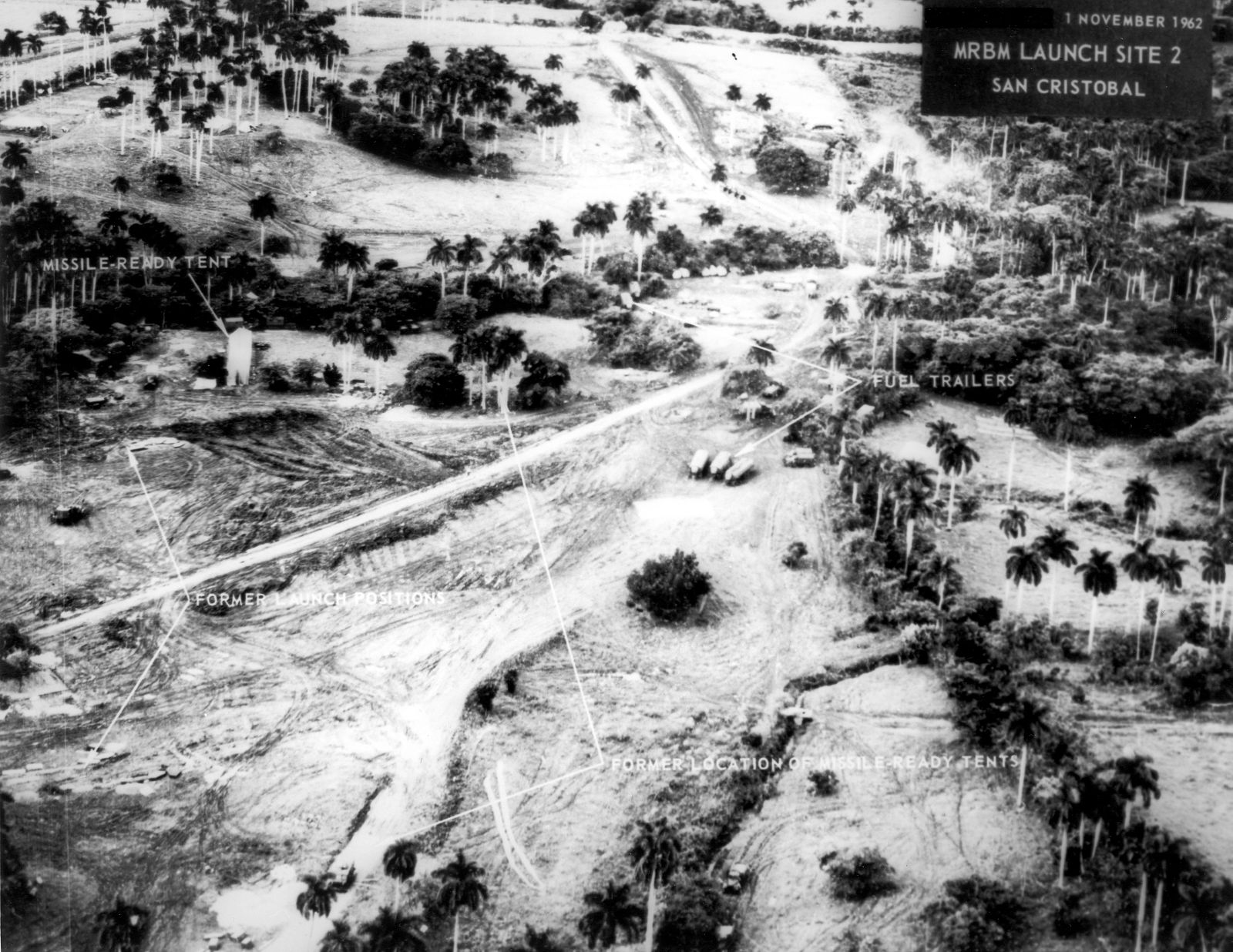
Spionagefoto van de lanceerinrichtingen op Cuba genomen op 1 november 1962

De spanningen tussen Castro en de Verenigde Staten liepen hoog op tijdens de Cubaanse raketcrisis van 1962, die de Verenigde Staten en de Sovjet-Unie bijna tot een confrontatie brachten. Chroesjtsjov kwam op het idee raketten in Cuba te plaatsen als afschrikking tegen een nieuwe invasie van de Verenigde Staten. Dit zou een gepaste reactie zijn op het plaatsen van Amerikaanse raketten in Turkije.
Met Cuba werd overeengekomen om Sovjet R-12 MRBM-raketten op Cubaans grondgebied op te stellen. Op 15 oktober 1962 werd de bouw hiervan opgemerkt door Amerikaanse Lockheed U-2-verkenningsvliegtuigen.
De Verenigde Staten bestempelde de opstelling van Sovjetkernwapens 90 mijl ten zuiden van Amerika als een "agressieve daad" en een bedreiging voor de veiligheid van de Verenigde Staten. Op 22 oktober 1962 kwam de zogeheten Cubacrisis in volle openbaarheid toen president John F. Kennedy van de Verenigde Staten een felle rede hield waarin hij de ontmanteling eiste van alle Sovjetraketbases op Cuba en een blokkade aankondigde op militaire goederen naar dit eiland.
In een persoonlijke brief aan Chroesjtsjov op 27 oktober 1962 spoorde Castro Chroesjtsjov aan om bij een invasie van Cuba als eerste kernwapens te gebruiken. Dit werd door Chroesjtsjov verworpen, maar toch waren Sovjetbevelhebbers in Cuba gemachtigd om tactische kernwapens te gebruiken.
Twee dagen later werd de blokkade van kracht. Zondag 28 oktober bleek een keerpunt in de crisis, toen Radio Moskou bekendmaakte dat de Sovjet-Unie gevolg zou geven aan de eis van de Verenigde Staten. Deze toegeving kwam er na een lange briefwisseling tussen Chroesjtsjov en Kennedy, waarin tot de afbraak van de raketbases in Cuba werd besloten, maar ook de terugtrekking van de Jupiter-raketten gericht op de Sovjet-Unie in Italië en Turkije - dit Amerikaanse aandeel werd niet in de openbaarheid gebracht. Achteraf bleek deze week het gevaarlijkste moment te zijn geweest in de Koude Oorlog: de dreiging van een atoomoorlog was toen zeer reëel want beide leiders zaten met hun vinger aan de knop. De positie van Castro werd door de crisis versterkt: de VS zouden geen invasie van Cuba meer steunen.

### Kritiek op de Verenigde Staten
Castro leverde geregeld kritiek op de Amerikaanse politiek, zoals het embargo tegen Cuba en de vele bemoeienissen van de VS met de politiek (inclusief de vele invasies) van Latijns-Amerikaanse landen. Verder was hij tegen het innemen van de Cubaanse economie door Amerikaanse multinationals, tegen de belabberde gezondheidszorg in de VS, en het feit dat Cubaanse ballingen in Amerika niet het recht hebben hun familieleden in Cuba te bezoeken.

### Koude Oorlog

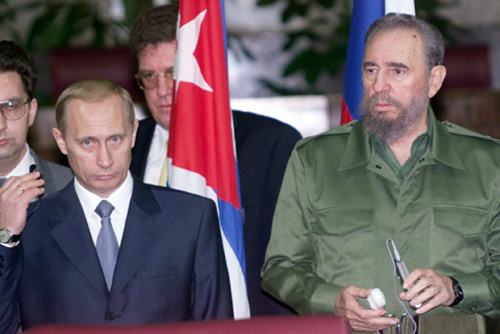
Fidel Castro en Russische president Vladimir Poetin in 2000

Tijdens de Koude Oorlog werden vele geheime en dodelijke aanvallen tegen Cuba uitgevoerd, om zo het land (en zijn regering) te verzwakken. In 1971 smokkelden anti-castristen die financieel gesteund werden door de CIA, een varkensgriepvirus Cuba in. De helft van de Cubaanse varkensstapel moest ingeënt worden om de ziekte te beperken.
De Cubacrisis van oktober 1962 liep goed af, maar in de jaren daarna ondersteunde de CIA niettemin verscheidene plannen om Castro te liquideren. Paus Johannes XXIII excommuniceerde Castro op 3 januari 1962, in de ijdele hoop de katholieke Cubanen tegen hem op te zetten. Castro zelf had het katholicisme al eerder afgezworen. De Cubaanse regering nationaliseerde bedrijven, confisqueerde bezittingen van buitenlanders en vaardigde wetten uit die de arbeiders steunden. Vele Cubanen ontvluchtten hun land, onder meer naar Miami.

### Omstreden leiderschap
Castro was een omstreden leider. Hij werd door zijn aanhangers geprezen als een voorvechter van anti-imperialisme, humanisme, milieuactivisme en 's werelds armen en werd bewonderd voor het leiden van het verzet tegen het imperialisme. Critici beschuldigden hem er echter van een dictator te zijn die meerdere mensenrechten schond. Hij heeft een belangrijke invloed gehad op de politiek van een aantal andere wereldleiders, zoals Nelson Mandela, Hugo Chávez en Evo Morales.
Sinds het bewind van Castro hebben ongeveer één miljoen Cubanen hun land verlaten om politieke of economische redenen. Velen hiervan bevinden zich nu in Miami ("Klein Havana"). Deze economisch sterke groep is een belangrijke Amerikaanse lobbygroep, die invloed uitoefent op de Cubaans-Amerikaanse relaties. Vanuit Bermuda ondersteunt ook de rumproducent Bacardi allerlei acties tegen het Cubaanse bewind. Het familiebedrijf zou onder meer onrechtstreeks financiële steun hebben verleend aan de totstandkoming van de Wet Helms-Burton uit 1996, die de voortzetting van het embargo van de Verenigde Staten tegen Cuba regelt.

### Persoonlijke rijkdom
In 2003 schatte het Amerikaanse tijdschrift Forbes het fortuin van Castro op "minstens 110 miljoen dollar". In 2004 werd het op 150 miljoen geschat, in 2005 550 miljoen dollar, en voor 2006 werd het reeds op 900 miljoen dollar geschat, cijfers die Castro weerlegde en waarvan Forbes toegaf dat het zich baseerde op geruchten over Zwitserse rekeningen. Fidel Castro zelf heeft gezegd dat hij per direct zal aftreden als Forbes één enkele dollar van dat "fortuin" kan bewijzen.

## Persoonlijk

### Gezondheid en machtsoverdracht
Op 1 augustus 2006 werd bekendgemaakt dat Castro zijn bevoegdheden tijdelijk aan zijn broer Raúl had overgedragen. Castro leed aan inwendige bloedingen en was aan zijn darmen geopereerd. Het was de eerste keer dat hij de leiding van het land aan een ander toevertrouwde. De vijf jaar jongere Raúl Castro werd op 24 februari 2008 tot president verkozen.
Op 15 augustus 2006 werden beelden getoond waarbij Castro alweer aan de beterende hand was. Hij kreeg een schilderij aangeboden en Chávez zat aan zijn ziekbed, terwijl Castro aan het woord was. Castro liet op 20 januari 2007 aan de Venezolaanse president Hugo Chávez, zijn naaste bondgenoot, de boodschap overbrengen dat hij voor zijn leven vocht. Op 25 augustus 2007 ontkende Chavéz tijdens een publieke toespraak hardnekkige geruchten dat Castro zou zijn overleden. Op 22 september 2007 gaf Castro een interview aan de Cubaanse televisie, waardoor deze geruchten ontkracht werden. In 2010 sprak hij opnieuw het parlement toe.

### Huwelijk, scheiding en kinderen
Op 12 oktober 1948 trouwde Fidel Castro met zijn eerste vrouw Mirta Díaz-Balart. Zij kregen een zoon: Fidel Ángel Castro Díaz-Balart (1949-2018). Zes jaar later scheidde Castro in 1955 van Díaz-Balart. Díaz-Balart emigreerde naar Madrid, waar ze in 2024 op 95-jarige leeftijd is overleden.
In de jaren daarna heeft Castro zeven kinderen verwekt bij drie andere vrouwen. Dalia Soto del Valle, een minnares van Castro, baarde vijf zonen: Antonio, Alejandro, Angel, Alexis en Alex. Een andere zoon, Jorge Angel Castro, is geboren in de jaren 50. Zijn moeder is onbekend.
Zijn enige dochter, Alina Fernández, is ook in de jaren 50 geboren, haar moeder is Natalia Revuelta. Met Natalia heeft Castro tijdens zijn eerste huwelijk een affaire gehad. Vermomd als een Spaanse toeriste ontvluchtte Alina in 1993 Cuba en vroeg politiek asiel aan in de Verenigde Staten. Zij was een fel tegenstandster van haar vader en zijn bewind.

## Trivia
- Castro was esperantist.
- De Nederlandse schrijver Harry Mulisch was een vurig aanhanger van Castro. Hij bezocht Cuba en had talloze ontmoetingen met Castro. Mulisch publiceerde hierover het boek Het woord bij de daad (1968).[15][16]